# Hadley Caliman
Hadley Caliman (12. ledna 1932 Idabel, Oklahoma – 8. září 2010 Seattle, Washington) byl americký jazzový saxofonista. Ve svých deseti letech se s rodiči přestěhoval do Los Angeles, kde začal objevovat jazzovou hudbu. Během své kariéry vydal několik alb jako leader a spolupracoval s dalšími hudebníky, mezi které patří Buddy Miles, Bobby Hutcherson, Carlos Santana nebo Freddie Hubbard. V roce 2008 mu byla diagnostikována rakovina jater, které o dva roky později ve svých osmasedmdesáti letech podlehl.